# Лила Кабот Пери
Лила Кабот Пери (рођена као Лидија Кабот; Бостон, 13. јануар 1848 – Хенкок, 28. фебруар 1933) била је америчка уметница која је радила у стилу америчког импресионизма, приказујући портрете и пејзаже у слободној форми свог ментора, Клода Монеа. Пери је била рани заговорник француског импресионистичког стила и допринела је његовом пријему у Сједињеним Државама. Лилин рани рад обликован је њеним излагањем у Бостонској школи уметника и њеним путовањима по Европи и Јапану. Такође је била под великим утицајем филозофије Ралфа Волда Емерсона и њеног пријатељства са Камијем Писаром. Иако је тек у тридесет шестој години Перијева добила формалну обуку, њен рад са уметницима импресионистичких, реалистичких, симболистичких и немачких соцреалистичких покрета у великој мери је утицао на стил њеног опуса.

## Младост
Лидија (Лила) Кабот рођена је 13. јануара 1848. у Бостону, у Масачусетсу. Њен отац је био др Семјуел Кабот III, угледни хирург. Њена мајка је била Хана Лоуел Џексон Кабот. Била је најстарија од осморо деце, од њих су троје: Семјуел Кабот IV (р. 1850), хемичар Др Артур Трејси Кабот (р. 1852), прогресивни хирург, и Годфри Лоуел Кабот (р. 1861), оснивач Кабот корпорације. Њена породица је била истакнута у бостонском друштву, а међу породичним пријатељима су били Луиза Меј Алкот, Ралф Волдо Емерсон и Џејмс Расел Лоуел, који је био рођак њене мајке који је поштовао Лилин независни дух, „презир према неплеменитим стварима“ и „будну природу“. Ловелова ћерка и Лилина рођака, Мејбл, била је блиска пријатељица. Лила се сећала да је имала прилику да игра игру "лисица и гуске" са Емерсоном и Алкотовом. Имала је привилегије позајмица у Бостонском Атенеуму, преко свог оца, који је био власник библиотеке.
Перијева је студирала књижевност, језик, поезију, музику и имала је неформалне сесије скицирања са својим пријатељима. Као дете додатно је волела да чита књиге и да се бави спортом на отвореном. Лила Пери је имала тринаест година када је почео грађански рат. Њени родитељи су били ватрени аболиционисти и узели су активну улогу у ратним напорима пружајући негу рањеним војницима и помажући у заштити одбеглих робова. Са седамнаест година, када се завршио грађански рат, Перијева се са породицом преселила на фарму у Кантону, у Масачусетсу, где је обликован велики део њених раних интересовања за пејзаже и природу. Са родитељима је путовала 1867. у Европу, где је студирала сликарство.

## Брак
9. априла 1874. удала се за Томаса Перија, студента и лингвисту Харварда. Његов унук је био Метју К. Пери, адмирал морнарице Сједињених Држава. Пар је имао три ћерке: Маргарет (1876), Едит (1880) и Алис (1884).

## Образовање и почетак каријере
Завршила је оно што се сматра њеном најранијом познатом сликом, Портрет детета (Маргарет Пери) од 1877. до 1878. године. Овај рад се ослања на инспирацију која ће заузети велики део њеног уметничког дела током њене каријере – њене деце.

### Бостон
Године 1884. Перијева је започела своју формалну уметничку обуку код сликара портрета Алфреда Квинтона Колинса. Колинс је студирао на Академији Џулијан у Паризу под вођством Леона Бона. Лилин Почетник, око 1885–1886, представља прво дело које је завршила под формалним руководством. Почетник одражава Колинсове утицаје озбиљним погледом дадиље, тамном позадином и нагласком на драматичном осветљењу.
Године 1885. отац Лиле Пери је умро и оставио јој наследство које јој је омогућило да озбиљније проучава уметност. Јануара 1886. почела је да учи код Роберта Воноа, уметника који је радио у стилу импресиониста на отвореном у Грез-Сур-Лоану у Француској. Похађала је часове са инструктором Денисом Банкером у уметничкој школи Каулс у Бостону почевши од новембра 1886. Каулс је подучавао своје студенте „либералним теоријама“ у стварању реалистичке уметности – теоријама на које је Перијева у великој мери одговорила.

### Париз
Компанија Валтам Воч је наручила од Перијеве да наслика његове три ћерке. Зарадила је довољно новца да путује првом класом у Европу у јуну 1887. Перијеви су се те године преселили у Париз. Она се уписала на Академију Колароси, где је радила са Гиставом Куртоа и Жозефом Бланом. Учила је код Феликса Борхарта, немачког сликара. Поред формалне академске обуке, Лила је већину свог времена провела проучавајући старе мајсторе у музејима са Бернардом Беренсоном, ликовним критичарем и пријатељем њеног мужа. Такође је путовала у Шпанију да копира радове у Музеју Прадо. Њен Црвени шешир из 1888. снажно одражава формалну обуку коју је стекла и њену изложеност старим мајсторима, посебно делу Сандра Ботичелија.
Године 1888. Перијева је отпутовала у Минхен где је студирала код немачког соцреалисте Фрица фон Удеа. Удеово руковање темом и његова употреба боја имали су динамичан утицај на њен рад. До јесени 1888. Перијева се вратила у Париз. Студирала је на Академији Џулијан код Тонија Роберта-Флерија.
Уз подстицај Волтера Геја, Перијева је Друштву независних уметника послала две слике које је недавно завршила. Портрети њеног супруга Томаса Перија (1889) и њене ћерке Едит Пери (1889) прихваћени су од стране Салона и овим достигнућем њена каријера почиње у Француској.
Лилин успех 1889. омогућио јој је да буде једна од неколико одабраних примљених у класу Алфреда Стивенса у Паризу. Стивенс је био познат по својим „елегантним ентеријерима са отменим дамама изгубљеним у својим сањарењима“. Док је била у Паризу, спријатељила се са Мери Касат, Камијом Писаром и Клодом Монеом.

## Каријера

### Живерни
Године 1889, Перијева се први пут сусрела са радом Клода Монеа у галерији Жоржа Петита. Инспирисани његовим радом, Перијеви су следеће лето провели у Живернију, где је Моне живео, како би Лила додатно упознала импресионистички стил. Између 1889. и 1909. Лила Пери је провела девет лета у Живернију. Ту се у потпуности нашла као уметница. Током свог боравка у Живернију, успоставила је блиско пријатељство са Клодом Монеом чије је импресионистичко руковање бојом и светлом у великој мери инспирисало њен рад. Поред тога, радила је и са групом америчких уметника који су нашли пут до Живернија, укључујући Теодора Робинсона, Џона Леслија Брека и Теодора Ерла Батлера.
Уочен је изразит помак у Лилином раду након што је стигла у Живерни. Њена Мала Ангела, II (1888) илуструје драматичну еволуцију њеног стила током овог периода. За разлику од њених ранијих портрета, као што је Писмо, које се ослањало на традиционалније технике да пажљиво прикаже тему – Мала Ангела, II је јасно импресионистичког стила са  слободним потезима кистом који хватају утисак светлости и боје. Уместо да спаја сваки потез четкицом, Пери је дозволила да композиција буде "сирова", чиме је омогућила да се на платно унесе живост што није било могуће у њеним ранијим радовима. Живерни, тачније Клод Моне, инспирисали су Перијеву да ради са пленерским формама, импресионистичким потезима четкице, меким бојама и црвеном бојом мака. У прозору слике Мала Ангела, II видимо почетке онога што ће постати њена љубавна веза са импресионистичким обрадом теме пејзажа.
У јесен 1889. Лила Пери је отишла из Живернија на турнеју по Белгији и Холандији и вратила се у Бостон са својом породицом 1891. са Монеовом сликом и низом пејзажа Џона Брека.

### Повратак у Бостон
Уметничка каријера Лиле Пери добила је ново значење када се вратила у Бостон. Није се задовољила само сликањем у новом стилу који је стекла у иностранству. Више од тога, била је инспирисана да „негује нову истину у сликарству“ у бостонској уметничкој заједници која није реаговала на нове импресионистичке модусе. Године 1890. Перијева је помогла да се организује прва јавна изложба пејзажа Џона Брека у клубу Ст. Ботолф.
Лила Пери је освојила сребрну медаљу 1892. године на изложби Добротворног удружења механичара Масачусетса. Године 1893. изабрана је да представља Масачусетс на Светској колумбијској изложби у Чикагу, у Илиноису. Перијева је на изложби приказала седам дела, од којих су четири композиције рађене у стилу пленера (Мала Ангела, I, Концерт на отвореном, Рефлексије, Дете у прозору), а три су биле формалнији студијски портрети (Портрет детета, Дете са виолончелом, Студија портрета детета).
Године 1894. Перијева је постигла још један успех када су њене импресионистичке слике биле изложене у Бостону у клубу Ст. Ботолф са другим уметницима укључујући Едмунда К. Тарбела (1862–1938), Филипа Леслија Хејла (1865–1931), Теодора Вендела (1859–1932), Фредерика Портера Винтона (1846–1911) и Досон Досон-Вотсона (1864–1939). Не само да је ова изложба открила да је њен рад прихваћен у Америци, већ је доказала и да је импресионизам коначно почео да се прихвата као уметничка форма ван Европе. Те године је такође одржала изложбу Монеовог дела у Удружењу студената уметности у Бостону.
Између 1894. и 1897. године, рад Лиле Пери је постигао међународно признање. Не само да је могла да изложи своје радове у Бостону, већ је током тог времена редовно излагала и у Société Nationale des Beaux-Arts у Salon de Champ de Mars. Година 1897. донела је још једну изложбу за Перијеву у клубу Ст. Ботолф, у којој је критичар Бостонског вечерњег транскрипта рекао о њеном раду: „Госпођа Пери је једна од најистинитијих, бесмислених, природних сликарки за које знамо... Такве слике се морају схватити озбиљно." За разлику од своје претходне изложбе на истој локацији, овога пута Перијева је излагала своје радове на самосталној изложби. Ова изложба представљала је ширину њених уметничких достигнућа до ове тачке, укључујући импресионистичке портрете и пејзаже.

### Јапан
Нова инспирација ушла је у њен живот 1897. године када је њен муж добио место професора у Јапану као професор енглеског језика на Универзитету Кеио Гијуку. Лила Пери је упознала Окакура Какузоа, једног од суоснивача Краљевске уметничке школе. Три године Л. Пери је боравила у Јапану и у потпуности је искористила своју јединствену уметничку заједницу. У октобру 1898. је изложила своје радове у Токију, уз помоћ Какузоа, и постала почасни члан Nippon Bijutsu-In уметничког удружења. Њено ангажовање у свету уметности Азије у великој мери је утицало на њен рад и омогућило јој да развије јединствен стил који је спојио западне и источне естетске традиције. Њена Медитација, Дете у кимону и Млада девојка са поморанџом живописно илуструју изразите промене које су се догодиле у Перином раду током њеног боравка у Јапану. За разлику од њених ранијих радова, обе композиције се ослањају на јединствену источњачку тематику и показују снажан утицај чистих линија из јапанске графике. Резултат овог мешања истока и запада је упечатљив на импресионистичким портретима који се беспрекорно преплићу са добро организованим, уравнотеженим композицијама по којима је источњачки свет уметности био познат у то време. Планина Фуџи је постала тема за 35 или више слика и направила је укупно више од 80 слика док је била у Јапану.

### Бостон и Париз
1901. године Л. Пери се вратила у Бостон у свој дом у улици Марлборо и две године касније Перијеви су купили сеоску кућу у Хенкоку, Њу Хемпшир, као летњиковац. Током свог боравка у Хенкоку, Лила је урадила Дечака који пеца (1929), на којој је приказан локални дечак са фарме (Роберт Итон Ричардсон, старији), слику која је сада део уметничке колекције Беле куће. Године 1904. њен Портрет госпође Џозефа Кларка Груа (Алис Пери) освојио је бронзану медаљу на престижној Међународној куповној изложби у Луизијани у Сент Луису. Предстојеће године ће се показати тешким за њен лични живот. Године 1905. вратила се у Француску и до зиме исте године њено здравље је нарушено. Честе селидбе, губици због неисплативих улагања, и потрошена већина наследства од оца, значили су да је Перијева стално морала да ради портрете да би издржавала породицу, што је утицало на њено здравље.

### Повратак у Америку
Године 1908. Перијева се за стално преселила у Бостон, али се фокусирала на портрете јер су били исплативији од њених пејзажа. Опоравила се и дала је шест својих слика да се изложе у Паризу на Салону независних, укључујући Dans un Bateau и Le Paravent Jaune 1908. Новембра 1909. Перијева се вратила у Америку са новопронађеном инспирацијом за свој рад. Следеће године је показала обновљени ентузијазам за своју уметност стварајући ретку урбану представу за свој опус, Државна кућа, Бостон (1910). Била је један од оснивача Удружење бостонских уметника (1914). До 1915, Перијева је добила још једну бронзану медаљу на Међународној изложби Панама-Пацифик у Сан Франциску, у Калифорнији за свој портрет Хилдегарде, ћерке пријатеља. Насликала је портрет Едвина Арлингтона Робинсона 1916. године, који је написао биографију њеног супруга за Речник америчке биографије. Робинсон је често посећивао Перијеве у њиховој кући у Хенкоку у Њу Хемпширу.
Током своје каријере уметника, Перијева је била дубоко ангажована у уметничким заједницама било ког града у коме је живела и активно је промовисала стил импресионизма. Пролазак времена није узроковао да њене страсти спласну. Године 1913. Перијева је помогла да се формира ултраконзервативни Цех (Удружење) бостонских уметника како би се супротставио авангардним трендовима у свету уметности. Перијева је била незадовољна „модерном уметношћу“ која је узимала маха. Године 1920. Перијева је добила прославу за шест година лојалне службе у Цеху.
Године 1922. имала је прву самосталну изложбу у Њујорку, на којој су били њени пејзажи из Јапана и Живнернија. Рецензија New York Morning Telegrapher-а назвала ју је „једном од најузбудљивијих изложби које је жена у овом граду дала годинама“.

### Последње године
До 1923. објављена је њена књига поезије, Тегла снова. Укључује песму њеног уважавања Јапана и Нове Енглеске.
Исте године се тешко разболела од дифтерије, док је њена ћерка Едит имала потпуни ментални колапс и послата је у приватну установу за ментално здравље у Велслију. Перијева је провела наредне две године на реконвалесценцији у Чарлстону у Јужној Каролини. За то време пронашла је нову инспирацију за своју пејзажну тему и урадила дела као што су Пут од Чарлстона до Саване и Поље, касно поподне, Чарлстон, Јужна Каролина. Током свог боравка у Чарлстону, Перијева је пронашла нову тему за своје пејзаже, оно што је назвала „снежним пејзажима“. Два примера њених снежних пејзажа укључују Снежни понедељак (1926) и После првог снега (1926).
Године 1927. одржана је изложба у фебруару у галерији Гордон Данторн. Објавила је „Реминисценције на Клода Монеа од 1889. до 1909.“ први пут 1927. године у Магазину за уметност. Следеће године, 7. маја 1928, Томас Пери је умро након што је био болестан од упале плућа. После периода жалости, Перијева је поново дозволила да њен рад буде изложен у Удружењу Бостонских уметника – организацији којој је помогла да се успостави – 1929. године, а затим поново 1931. Многи њени пејзажи били су представљени на изложби, укључујући Јесење лишће (1926), Одрази на језеру (1929–1931) и Снег, лед, магла (1929).
Перијева је сликала зимске сцене, које су одражавале апстрактни утицај, у својој кући за одмор у Хенкоку у Њу Хемпширу. Магла на планини (1931) био је њен последњи изложени пејзаж. Наставила је да слика до своје смрти.
Лила Кабот Пери умрла је 28. фебруара 1933. Њен пепео, као и пепео њеног мужа који је умро 1928. године, сахрањен је на гробљу Пајн Риџ у Хенкоку у Њу Хемпширу.

## Наслеђе
Галерије Хиршл и Адлер одржале су ретроспективу њеног рада 1969. године, а Бостонски Атенеум је изложио њене радове у марту 1982. Њено мешање источњачке и западне естетике и њене осетљиве визије женског и природног света пружиле су значајан стилски допринос и америчкој и француској импресионистичкој школи.
Њено гласно залагање за импресионистички покрет помогло је да омогући другим америчким импресионистима попут Мери Касат да излажу и буду прихваћени у САД. Она је унапредила америчку каријеру својих блиских пријатеља Клода Монеа и Џона Брека тако што је држала предавања о њиховим талентима и представљала њихова дела. Такође је блиско сарађивала са Камијом Писаром како би му помогла у његовој тешкој финансијској ситуацији тако што је продавала његов рад пријатељима и породици у Америци.

## Изабрана дела

### Слике
| Дело                                   | Слика | Датум                     | Колекција                                                  |
| -------------------------------------- | ----- | ------------------------- | ---------------------------------------------------------- |
| Портрет детета (Маргарет Пери)         |       | 1877–1878                 | приватна колекција                                         |
| Почетник (Маргарет са виолином)        |       | 1885                      | Универзитет Аризоне Музеј уметности, Тускон, Аризона       |
| Мала Ангела, II                        |       | 1889                      | Hirschl & Adler Galleries, Inc.                            |
| Маргарет са шеширом                    |       | 1890                      | приватна колекција                                         |
| Концерт на отвореном                   |       | 1890                      | Музеј лепих уметности у Бостону                            |
| Аутопортрет                            |       | 1889-1896                 | Terra Foundation for American Art, Чикаго, Илиноис         |
| Поток испод топола                     |       | c. 1890-1900              | Hunter Museum of American Art, Чатануга (Тенеси)           |
| Ангела                                 |       | 1891                      | High Museum of Art, Атланта, Џорџија                       |
| Аутопортрет                            |       | 1892                      | Hirschl & Adler Galleries, Inc.                            |
| Портрет баронице фон Р.                |       | 1895                      | Boston Harbor Hotel, Масачусетс                            |
| Пластови сена, Живерни                 |       | 1896                      | приватна колекција                                         |
| Портрет Елзе Тјудор                    |       | 1898                      | National Museum of Women in the Arts, Вашингтон            |
| Планина Фуџи са надгробним споменицима |       | 1898–1901                 | Fogg Art Museum, Универзитет Харвард, Кембриџ, Maсачусетс. |
| Трио (Алис, Едит и Маргарет Пери)      |       | 1898–1900                 | Fogg Art Museum, Универзитет Харвард, Кембриџ, Maсачусетс  |
| Шоља чаја                              |       | касни 19-ти рани 20ти век | Los Angeles County Museum of Art, Калифорнија              |
| En barque sur l'Epte à Giverny         |       | од 1900                   | Musée Alphonse-Georges-Poulain, Vernon, Eure               |
| Дама у црном                           |       | 1905                      | Смитсонијан, Вашингтон                                     |
| Бела јакна за кревет                   |       | 1905                      | Hirschl and Adler Galleries, Њујорк                        |
| Поред потока, Живерни, Француска       |       | 1909                      | Terra Foundation for American Art, Чикаго, Илиноис         |
| Дама са чинијом љубичица               |       | 1910                      | National Museum of Women in the Arts                       |
| Дама у вечерњој хаљини (Renee)         |       | 1911                      | National Museum of Women in the Arts, Вашингтон            |
| Портрет Вилијама Дина Хоуелса          |       | 1912                      | Colby College, Вотервил, Мејн                              |
| Црни шешир                             |       | 1914                      | Currier Museum of Art, Манчестер, Њу Хемпшир               |
| Портрет Едвина Арлингтона Робинсона    |       | 1916                      | Colby College, Вотервил, Мејн.                             |
| Снежни понедељак                       |       | 1926                      | The Cooperage, Хенкок, Њу Хемпшир, 1926                    |
| Дечак који пеца                        |       | 1929                      | Бела кућа, Вашингтон                                       |
| Јесење поподне, Живерни                |       | непознато                 | Terra Foundation for American Art, Чикаго, Илиноис         |
| Челиста                                |       | непознато                 | приватна колекција                                         |
| Ружичаста ружа                         |       | непознато                 | приватна колекција                                         |
| Читање                                 |       | непознато                 |                                                            |
| На прозору                             |       | непознато                 | приватна колекција                                         |

### Публикације
Поезија
- Срце корова (1887)
- Утисци: Књига стихова (1898)
- Тегла снова (1923)

Превод са грчког на енглески
- Из врта Хеладе (1891)[55]